# 김영춘 (1962년)
김영춘(金榮春, 1962년 2월 5일~)은 대한민국의 정치인이다. 호는 가덕(加德). 제16·17·20대 국회의원, 문재인 정부에서 초대 해양수산부 장관, 제21대 국회 개원 이후 제33대 국회사무총장을 역임했다.

## 생애
김영춘은 1962년 2월 5일 부산에서 태어났다. 부산진구에 소재한 성지초등학교, 개성중학교, 부산동고등학교를 졸업했다. 1981년에 부산동고등학교를 수석으로 졸업하여 고려대학교 문과대학 영어영문학과에 입학했다. 1984년 고려대학교 총학생회장으로 민주화 운동을 주도했다. 1993년 청와대 정무비서관으로 김영삼 정부에 입각했다. 1996년 34세의 나이에 제15대 총선에 출마, 1,000여표 차이로 낙선했다. 2000년 38세에 재도전 끝에 광진구 갑에서 제16대 국회의원으로 당선되었다. 2004년 42세 때 제17대 국회의원 선거에서 광진구갑에서 재선에 성공했다.
1980년대 중반 민주화추진협의회에 합류하였으며 3당 합당 당시 김영삼과 함께했던 상도동계의 막내였으나 2003년에 민주화 운동의 동지인 이부영, 김부겸 등과 함께 한나라당을 탈당하고 열린우리당의 창당에 참여하면서 상도동계와는 다른 노선을 걷게 되었다. 열린우리당 서울특별시당 위원장, 원내수석부대표, 최고위원 등을 역임하였으나 열린우리당 실패의 책임을 지고 18대 총선 불출마를 선언했다.
2010년 10월에 손학규의 요청으로 민주당에 복당하여 최고위원, 영남미래위원회 위원장으로 활동하였다. 2011년 아내, 아들과 함께 부산으로 귀향했다. 2012년에 실시된 제19대 총선에서 부산진구 갑에 민주통합당 소속으로 출마하였으나 3,500여표 차이로 낙선하였다.
2014년에 제6회 지방 선거에서 부산광역시장 후보로 출마했으나 무소속의 오거돈 후보와의 단일화를 위해 사퇴하였다. 2015년 더불어민주당 부산광역시당위원장으로 선출되어 2016년까지 활동했다. 부산광역시당위원장 선출 후 정당사상 대한민국 최초의 지역에 기반한 연구소인 오륙도연구소를 출범시켰다. 2016년 제20대 국회의원 선거에서 부산진구 갑에 더불어민주당 후보로 출마하여 당선되었다.
2017년 6월 문재인 정부에서 해양수산부 장관 후보자로 지명되었다. 2017년 6월 15일 농림축산식품해양수산위원회 전체회의에서 인사청문 보고서가 채택되었다. 2017년 6월 16일 임명되어 2019년 4월 2일까지 해양수산부 장관을 역임했다.
2018년 5월 정부의 탈원전 정책기조에 맞추어 해상태양광 발전 사업을 추진했다.
2019년 5월 더불어민주당 부산광역시당 오륙도연구소 소장으로 취임하였으며 2019년 12월에 출범한 부·울·경 메가시티 비전위원회 상임위원장을 맡았다. 2019년 12월 18일 더불어민주당 최고위원회에서 부·울·경 메가시티 비전위원회를 중앙당 특별위원회로 지정했다.
2020년 6월 29일 제33대 국회사무총장으로 취임했다. 그리고 2020년 12월 28일 국회사무총장을 사임하고 곧바로 자택이 있는 부산으로 내려갔다.
2021년 3월 18일 부산광역시장 재•보궐선거 더불어민주당 기호 1번 후보로 등록했다. 하지만 박형준에게 밀려 낙선했다.
2022년 3월 21일, 정계 은퇴를 선언했다.

## 학력
- 1974년 성지국민학교 졸업
- 1977년 부산개성중학교 졸업
- 1980년 부산동고등학교 졸업
- 1988년 고려대학교 영어영문학 학사
- 1991년 고려대학교 대학원 정치학 석사
- 2021년 한국방송통신대학교 일본학과 졸업

## 경력
- 고려대학교 총학생회장
- 통일민주당 김영삼 총재비서관
- 대통령비서실 정무비서관
- 윤봉길기념사업회 부회장
- 신한국당 서울특별시 지부 광진구 갑 지구당위원장
- 한나라당 서울특별시 지부 광진구 갑 지구당위원장
- 2000년 4월 13일: 대한민국 제16대 국회의원 선거 당선(서울 광진구 갑, 한나라당, 초선)
- 2000년 5월 30일~2004년 5월 29일: 제16대 국회의원(서울 광진구 갑, 한나라당→무소속→열린우리당, 초선)
- 한나라당 정책위원회 부의장
- 열린우리당 창당발기인
- 2004년 4월 15일: 대한민국 제17대 국회의원 선거 당선(서울 광진구 갑, 열린우리당, 재선)
- 2004년 5월 30일~2008년 5월 29일: 제17대 국회의원(서울 광진구 갑, 열린우리당→대통합민주신당→무소속→창조한국당→무소속, 재선)
- 열린우리당 이부영 당의장 비서실장
- 열린우리당 대변인
- 열린우리당 서울특별시당 위원장
- 열린우리당 원내수석부대표
- 열린우리당 비상대책위원회 위원
- 국회 국회운영위원회 간사
- 국회 예산결산특별위원회 간사
- 열린우리당 사무총장
- 열린우리당 윤리위원회 위원장
- 창조한국당 최고위원
- 민주당 최고위원
- 민주통합당 영남미래위원회 위원장
- 더불어민주당 부산광역시당 부산진구 갑 지역위원회 위원장
- 2009년~2016년 5월: (사)인본사회연구소 소장
- 2015년 1월~2016년 8월: 새정치민주연합→더불어민주당 부산광역시당 위원장
- 2016년 4월~2016년 8월: 더불어민주당 비상대책위원
- 2016년 4월 13일: 대한민국 제20대 국회의원 선거 당선(부산 부산진구 갑, 더불어민주당, 3선)
- 2016년 5월~2020년 5월: 제20대 국회의원(부산 부산진구 갑, 더불어민주당, 3선)
  - 2016. 6.~2017. 6. 제20대 국회 전반기 농림축산식품해양수산위원회 위원장
  - 2017. 7.~2018. 5. 제20대 국회 전반기 행정안전위원회 위원
  - 2018. 7.~2018. 8. 제20대 국회 후반기 행정안전위원회 위원
  - 2018. 8.~2019. 4. 제20대 국회 후반기 과학기술정보방송통신위원회 위원
  - 2019. 4.~2020. 5. 제20대 국회 후반기 문화체육관광위원회 위원
- 2016년 5월~2021년 3월: 더불어민주당 부산광역시당 부산진구 갑 지역위원회 위원장
- 2017년 6월~2019년 4월: 제20대 해양수산부 장관
- 2019년 5월~2020년 6월: 더불어민주당 부산광역시당 오륙도연구소 소장
- 2019년 12월~2020년 6월: 부·울·경 메가시티 비전위원회 상임위원장(더불어민주당 중앙당 특별위원회로 지정)
- 2020년 6월~2020년 12월: 제33대 국회사무총장(장관급)
- 2020년 7월: 국회의원연구단체 지원심의위원회의 위원
- 2023년 4월~: 대한민국헌정회 이사

## 전과
- 폭력행위등처벌에관한법률위반, 폭력행위등처벌에관한법률위반교사, 집회및시위에관한법률위반: 징역 1년 6월 집행유예 3년 - 1985년 3월 28일 선고, 1987년 7월 10일 특별사면[5]

## 가족
- 자녀: 1남

## 역대 선거 결과
|  | 27.93% |

|  | 50.79% |

|  | 50.73% |

|  | 35.76% |

|  | 49.58% |

|  | 45.02% |

|  | 34.42% |

## 소속 정당
| 소속 정당 | 소속 정당      | 소속 기간 | 비고           |
| --------- | -------------- | --------- | -------------- |
|           | 통일민주당     | 1987~1988 | 창당 정계 입문 |
|           | 무소속         | 1988~1992 | 탈당           |
|           | 민주자유당     | 1992~1993 | 입당           |
|           | 무소속         | 1993~1996 | 탈당           |
|           | 신한국당       | 1996~1997 | 복당           |
|           | 한나라당       | 1997~2003 | 합당           |
|           | 무소속         | 2003      | 탈당           |
|           | 열린우리당     | 2003~2007 | 창당           |
|           | 대통합민주신당 | 2007      | 합당           |
|           | 무소속         | 2007      | 탈당           |
|           | 창조한국당     | 2007~2008 | 입당           |
|           | 무소속         | 2008~2010 | 탈당           |
|           | 민주당         | 2010~2011 | 복당           |
|           | 민주통합당     | 2011~2013 | 합당           |
|           | 민주당         | 2013~2014 | 당명 변경      |
|           | 새정치민주연합 | 2014~2015 | 합당           |
|           | 더불어민주당   | 2015~2020 | 당명 변경      |
|           | 무소속         | 2020      | 탈당           |
|           | 더불어민주당   | 2020~현재 | 복당 정계 은퇴 |

## 같이 보기
- 광진구 갑
- 서울 광진구의 국회의원
- 부산진구 갑
- 부산 부산진구의 국회의원
- 대한민국의 해양수산부 장관
- 대한민국의 국회사무총장